# Троподифен
Троподифен (англ. Tropodifene, лат. Tropodifenum) — синтетичний антигіпертензивний препарат, що належить до групи альфа-адреноблокаторів. Натепер препарат вважається застарілим, в клінічній практиці в більшості країн світу не застосовується. В Україні державна реєстрація троподифену відсутня.

## Фармакологічні властивості
Троподифен — синтетичний лікарський препарат, що належить до групи альфа-адреноблокаторів. Механізм дії препарату полягає у блокуванні як центральних, так і периферичних адренорецепторів, що призводить до усунення дії α-адреностимулюючих гормонів (катехоламінів) на судини. Троподифен діє як на постсинаптичні α1-адренорецептори, так і на пресинаптичні α2-адренорецептори. Наслідком дії препарату є розширення периферичних судин (більше артеріол та прекапілярів), зниження периферичного опору судин та зниження артеріального тиску. Унаслідок застосування троподифену покращується кровопостачання м'язів, шкіри та слизових оболонок, проте це також супроводжується виникненням рефлекторної тахікардії. Препарат також має атропіноподібну активність.

## Покази до застосування
Троподифен застосовувався для лікування гіпертензивних кризів у хворих феохромоцитомою або під час операції з приводу видалення феохромоцитоми, для лікування хвороби Рейно, облітеруючого ендартеріїту, початкових стадіях гангрени унаслідок облітеруючого атеросклерозу судин нижніх кінцівок, акроціанозу, трофічних виразок нижніх кінцівок.

## Побічна дія
При застосуванні троподифену найчастішими побічними ефектами є артеріальна гіпотензія (у тому числі ортостатична), тахікардія,запаморочення, алергічні реакції.

## Протипоказання
Троподифен протипоказаний при виражених органічних змінах у серці та судинах (ішемічній хворобі серця, хронічній серцевій недостатності, церебральному атеросклерозі), підвищеній чутливості до препарату.

## Форми випуску
Троподифен випускався у вигляді 1 % або 2 % розчину в ампулах по 1 мл.